# Birte Carlé
Birte Carlé (1. august 1923 – 21. februar 2014 i Sæby) var en dansk litteraturforsker, dr.phil.
Hun blev i 1950 cand.mag. i dansk (hovedfag) og kristendomskundskab (bifag), og det blev begyndelsen på en lang karriere som forsker, underviser, skribent og oversætter. Efter pædagogikum på Holte Gymnasium fik hun job på Østre Borgerdyd Gymnasium, hvor hun underviste indtil 1977; heraf de sidste fem år som studielektor. I 1980 blev hun ansat i Groningen, Holland, som lektor i dansk ved Universiteit Groningens institut for skandinaviske studier. Her skrev hun doktordisputats om Jomfrufortællingen. Et bidrag til genrehistorien.
Carlé var også oversætter og oversatte bl.a. Anne Franks dagbog og udgav bøger om bl.a. oldtidsbyer i Tyrkiet.
Hun er begravet på Hornbæk Kirkegård.